# さいたま市乗合タクシー
さいたま市乗合タクシー（さいたましのりあいタクシー）は、埼玉県さいたま市の乗合タクシーである。2011年（平成23年）12月から順次実証運行を開始し、現在は市内10区のうち西区・北区・見沼区・中央区・桜区・岩槻区の6区 で計8ルートが運行されている。
各区に事業所が所在するタクシー会社が運行を担い、西区では指扇交通 が、北区では大宮自動車 が、見沼区では見沼交通 が、中央区・桜区では平和自動車 が、岩槻区では第三交通・さいたま福祉サービス（小原交通）・岩槻タクシーが担当している。

## 概要
さいたま市では、南北方向に運行する鉄道路線を結ぶかたちで、主に東西方向に多くの路線バスが運行されており、市民の生活の足として重要な役割を担っている。コミュニティバスや乗合タクシーは、路線バスが不十分な地域へ導入する補完交通と位置付けられており、地域内の公共交通ネットワークを形成するとともに、交通空白地区・交通不便地区を解消するという役割を担っている。地域ニーズや道路状況、車両定員数などを踏まえ、コミュニティバスの運行が難しいとされる地域では、最寄り駅・病院・商店街・金融機関・区役所などの生活関連施設へのアクセス手段として乗合タクシーを運行することになった。
地域住民が主体となって導入の検討を進めることになっており、運行計画の策定や需要調査を経て、試算による収支率が30%以上となることが確認されると1年間の実証運行が可能になる。実証運行前半6か月の収支率が40%以上であることが確認されると、実証運行期間の終了後に本格運行に移行する。なお、実証運行の期間は延長が可能だが、延長を含めて最大3年以内とされており、3年が経過しても収支率などの運行条件が基準に達しない場合は運行を終了することになる。なお、新型コロナウイルス感染症の流行を受けた対応については後述する。
2024年（令和6年）4月時点で、西区・北区・見沼区・中央区・桜区・岩槻区の6区 で本格運行4ルート・実証運行中4ルートの計8ルートが運行されている。
運行する区内に拠点を持つタクシー会社が運行を担い、7社が担当している。
- 指扇交通 - あじさい号[1]
- 大宮自動車 - 宮原なかよし号[2]
- 見沼交通 - みぬま号[3]・カワセミ号[4]
- 平和自動車 - むさし号[5]
- 第三交通 - レインボー号[6]
- さいたま福祉サービス（小原交通） - らくらく号[7]
- 岩槻タクシー - おりづる号

## 歴史
持続可能な地域交通のあり方を検討する一環として、費用対効果を勘案した新たな交通手段の導入について実験を行うことになり、2010年（平成22年）に岩槻区和土地区で乗合タクシーの実験運行が行われた。これはレインボー号の前身であり、レインボー号は2011年（平成23年）に実証運行を開始。さいたま市初の乗合タクシー導入となった。その後あじさい号、みぬま号、カワセミ号、らくらく号、宮原なかよし号、むさし号・おりづる号の順に実証運行を開始し、レインボー号、あじさい号、みぬま号、らくらく号 の順に本格運行に移行した。
- 2010年（平成22年）9月1日 - 11月30日：岩槻区和土地区で乗合タクシーの実験運行を実施[9]。
- 2011年（平成23年）12月1日：岩槻区和土地区乗合タクシー（当初は愛称なし）が実証運行を開始[10]。
- 2012年（平成24年）12月3日：岩槻区和土地区乗合タクシーが本格運行に移行[16]。
- 2013年（平成25年）2月1日：西区指扇地区乗合タクシー（当初は愛称なし）が実証運行を開始[11]。
- 2015年（平成27年）4月：岩槻区和土地区乗合タクシーでルート変更および停留所の新設などを実施[20]。
- 2016年（平成28年）2月3日：西区指扇地区乗合タクシーで終着地・経由地の変更を実施[21]。
- 2017年（平成29年）
  - 2月3日：西区指扇地区乗合タクシーが本格運行に移行[17]。
  - 8月9日：見沼区大砂土東地区乗合タクシー「みぬま号」が実証運行を開始[12]。
  - 8月21日：見沼区片柳西地区乗合タクシー「カワセミ号」が実証運行を開始[12]。
  - 12月21日：西区指扇地区乗合タクシーが新車両になり、「あじさい号」の愛称が付けられる[22]。
- 2018年（平成30年）
  - 8月9日：みぬま号が本格運行に移行[18]。
  - 12月19日：レインボー号で停留所の新設・移設や発着便数の変更を実施[23]。
- 2019年（平成31年）
  - 1月29日：岩槻区並木・加倉地区乗合タクシー「らくらく号」が実証運行を開始[13]。
  - 3月4日：あじさい号でルート変更や停留所の新設・廃止などを実施[24]。
  - この年度：レインボー号が新車両となる[25]。
- 2020年（令和2年）
  - 1月27日：カワセミ号でルート変更や停留所の新設・移設、発着便数の変更を実施[26]。
  - 1月29日：らくらく号が本格運行に移行[19]。
- 2021年（令和3年）
  - 4月1日：北区吉野町地区乗合タクシー「宮原なかよし号」が実証運行を開始[14][注釈 2]。
  - 5月6日：みぬま号で運行本数の変更を実施[3]。
  - 9月1日：桜区大久保・中央区西与野地区乗合タクシー「むさし号」が実証運行を開始[15][注釈 3]。
- 2024年（令和6年）
  - 4月1日：岩槻区河合地区乗合タクシー「おりづる号」が実証運行を開始。

## 新型コロナウイルス感染症の流行を受けた対応
新型コロナウイルス感染症の流行の影響でコミュニティバスや乗合タクシーの利用者数が大きく減少したことを受け、2020年（令和2年）7月の令和2年度第1回さいたま市地域公共交通協議会で利用者数や収支率の取り扱いについての審議が行われた。この結果、コミュニティバスと本格運行中の乗合タクシーについては2019年度（令和元年）度と2020年（令和2年）度の利用者数と収支率を参考値とすること、実証運行中の見沼区片柳西地区乗合タクシー「カワセミ号」については実証運行期間とデータ取得期間を変更することが承認された。これを受けて、2020年（令和2年）8月で実証運行期間が3年となった見沼区片柳西地区乗合タクシー「カワセミ号」は実証運行の期間が1年延長された。
その後、コロナ禍の影響が続いていることから、2020年（令和2年）9月の令和2年度さいたま市地域公共交通協議会 第1回バス専門部会にて、データ取得期間については今後の社会情勢を注視して改めて提案されることが了承された。2021年（令和3年）3月に行われた令和2年度第4回さいたま市地域公共交通協議会では、「補正係数」を利用して運行の継続・改善・廃止の判断を行うこととされ、実証運行中の路線は2022年（令和4年）3月31日まで実証運行を継続することとされた。2021年（令和3年）7月の令和3年度さいたま市地域公共交通協議会 第1回バス専門部会では、様々な状況の変化を踏まえ、2021年（令和3年）度の利用者数と収支率についても参考値とすることが提案された。カワセミ号は当面の間実証運行が継続されることとなった。

## 現行路線
路線バスと同じ経路を走行する区間では、乗合タクシーの停留所の位置はバス停とそろえられている。平日のみ運転され、土曜日・日曜日・祝日・年末年始（12月29日 - 1月3日）は全便運休する。運賃は、乗車距離にかかわらず一律で、あじさい号・宮原なかよし号・みぬま号・カワセミ号・むさし号・レインボー号・おりづる号では1乗車300円（大人）、らくらく号では1乗車200円（大人） とされている。いずれも現金のみの先払いで、ICカードには対応していない。

### 西区指扇地区乗合タクシー「あじさい号」
- 基本ルート（赤ルート）：西楽園 - 指扇駅北口 - 西区役所 - 西大宮駅 - 清河寺温泉
- 延伸ルート（赤＋緑ルート）：西楽園 - 指扇駅北口 - 西区役所 - 西大宮駅 - 清河寺温泉 - 西新井団地
  - いずれも指扇交通が運行

西区の花であるアジサイの名をとって「あじさい号」と命名され、2013年（平成25年）2月1日に実証運行を開始。当初は西楽園 - 指扇駅北口 - 西区役所 - 西大宮駅の基本ルート（赤ルート）3便と、西楽園 - 指扇駅北口 - 西区役所 - 西大宮駅 - 花の丘の延伸ルート（赤＋緑ルート）4便の計7便が設定された。2016年（平成28年）2月3日より、基本ルート（赤ルート）の終着地を地域の温泉施設である清河寺温泉に、延伸ルート（緑ルート）の経由地を花の丘から西新井団地に変更。収支率などの運行条件が基準に達したために、2017年（平成29年）2月3日より基本ルート（赤ルート）2便・延伸ルート（赤＋緑ルート）4便の計6便で本格運行に移行した。2019年（平成31年）3月4日には一部でルートを変更し、停留所の新設・廃止や名称変更が行われた。車体には、アジサイと大宮アルディージャのマスコットキャラクターであるアルディ・ミーヤがあしらわれたデザインがラッピングされている。なお、2017年（平成29年）12月21日に新車両になった。
利用者数は概ね横ばいである。2018年（平成30年）度の収支率は約37%で、2017年（平成29年）度に比べて収支率が低下している。収支率向上と利用者増加のための取り組みとして、清河寺温泉の協力で、10回の乗車で施設の平日入館券をプレゼントする取組みを実施しているほか、駅やスーパーなどへのPRチラシの掲示を行っている。また、沿線自治会の会員やシルバーカード提示者への100円補助を行っている。

### 北区吉野町地区乗合タクシー「宮原なかよし号」
- 大宮国道事務所 - 卸売市場 - 吉野公園 - 宮原公民館 - 林時計店[注釈 4] - 北部医療センター[注釈 5]
  - 大宮自動車が運行

2021年（令和3年）4月1日に実証運行を開始。8便が設定された。車体のラッピングは、さいたま市立宮原中学校美術部がデザインした。なお、車体や広報物などでは「宮原」は小さく記されている。需要調査では、収支率は37.5%と計算されている。

### 見沼区大砂土東地区乗合タクシー「みぬま号」

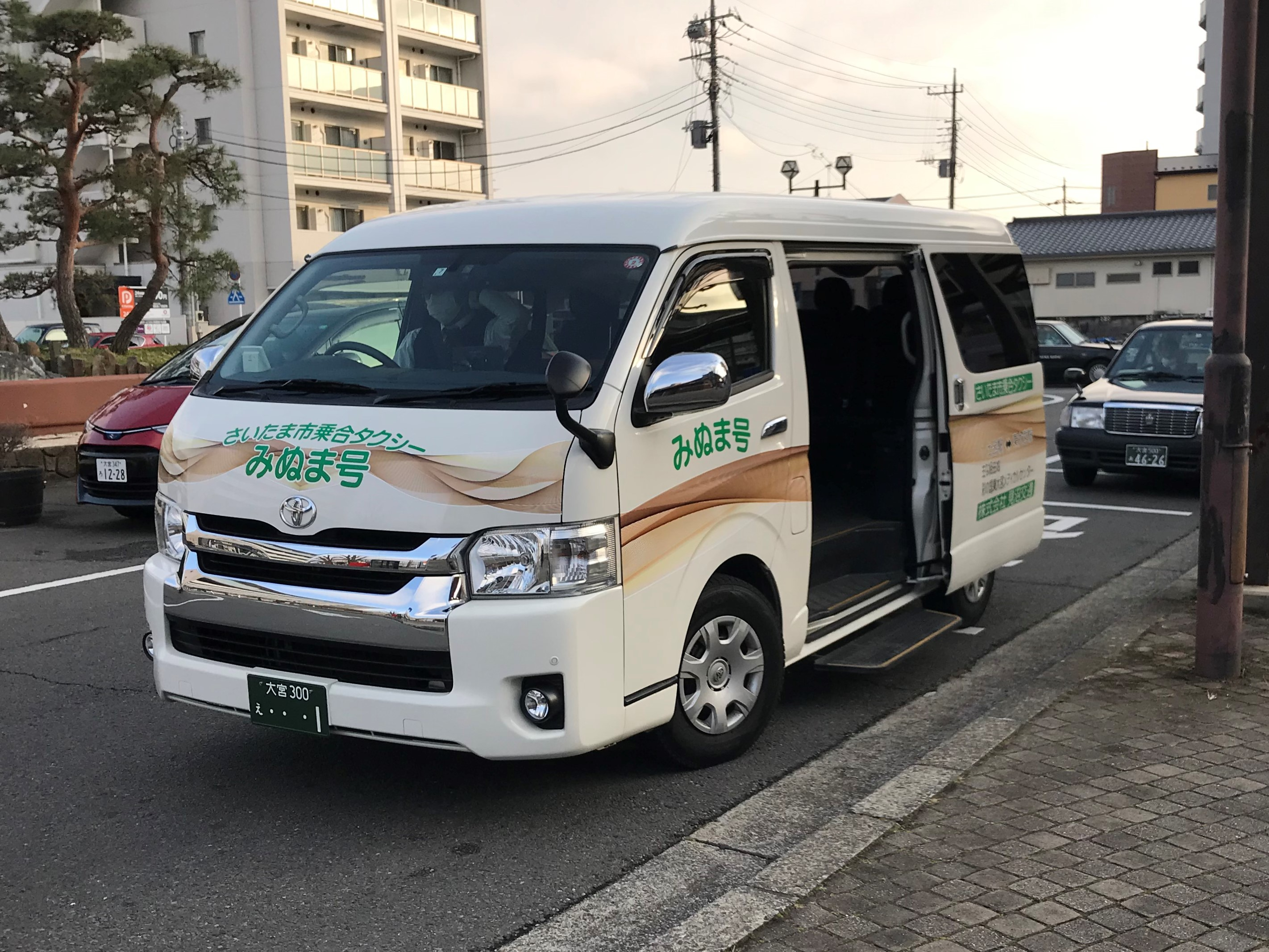
みぬま号

- 土呂駅 - 彩の国東大宮メディカルセンター - 市民の森 - 東大宮五丁目 - ハレノテラス - 東大宮駅
  - 見沼交通が運行

地域の環境資産である見沼田んぼを通ることから「みぬま号」と命名され、2017年（平成29年）8月9日に実証運行を開始。11便が設定された。収支率などの運行条件が基準に達したために、2018年（平成30年）8月9日に本格運行に移行した。2020年（令和2年）1月27日からは、土呂駅 - 鷲神社前間でカワセミ号が同じルートを走行し、停留所も共用となっている ため、乗車の際は行き先に注意するよう呼びかけがなされている。利用者の増加で乗降に要する時間が増加したために土呂駅への到着が遅れ、運転手の休憩時間が十分に取れない状況となったこと、新型コロナウイルス感染症の流行の影響で車内の消毒作業などの感染防止対策に要する時間の確保が必要になったことから、2021年（令和3年）5月6日から運行本数が9.5便に変更された。土呂駅 - 市民の森間は北区に乗り入れている。車体には、見沼区の花であるクマガイソウがラッピングされている。
2018年（平成30年）度の年間利用者数は18,800人で、同年度に実証運行中だった3ルートの中で最も多かった。同年度の収支率は約66%であった。利用者増加のための取り組みとして、各自治会内にある掲示板へのポスター掲示が行われている。
2022年（令和4年）12月1日より、大型商業施設「ハレノテラス」へ向かうルートを組み入れた実証運行を開始し、2023年（令和5年）12月1日よりこのルートでの本格運行に移行した。

### 見沼区片柳西地区乗合タクシー「カワセミ号」

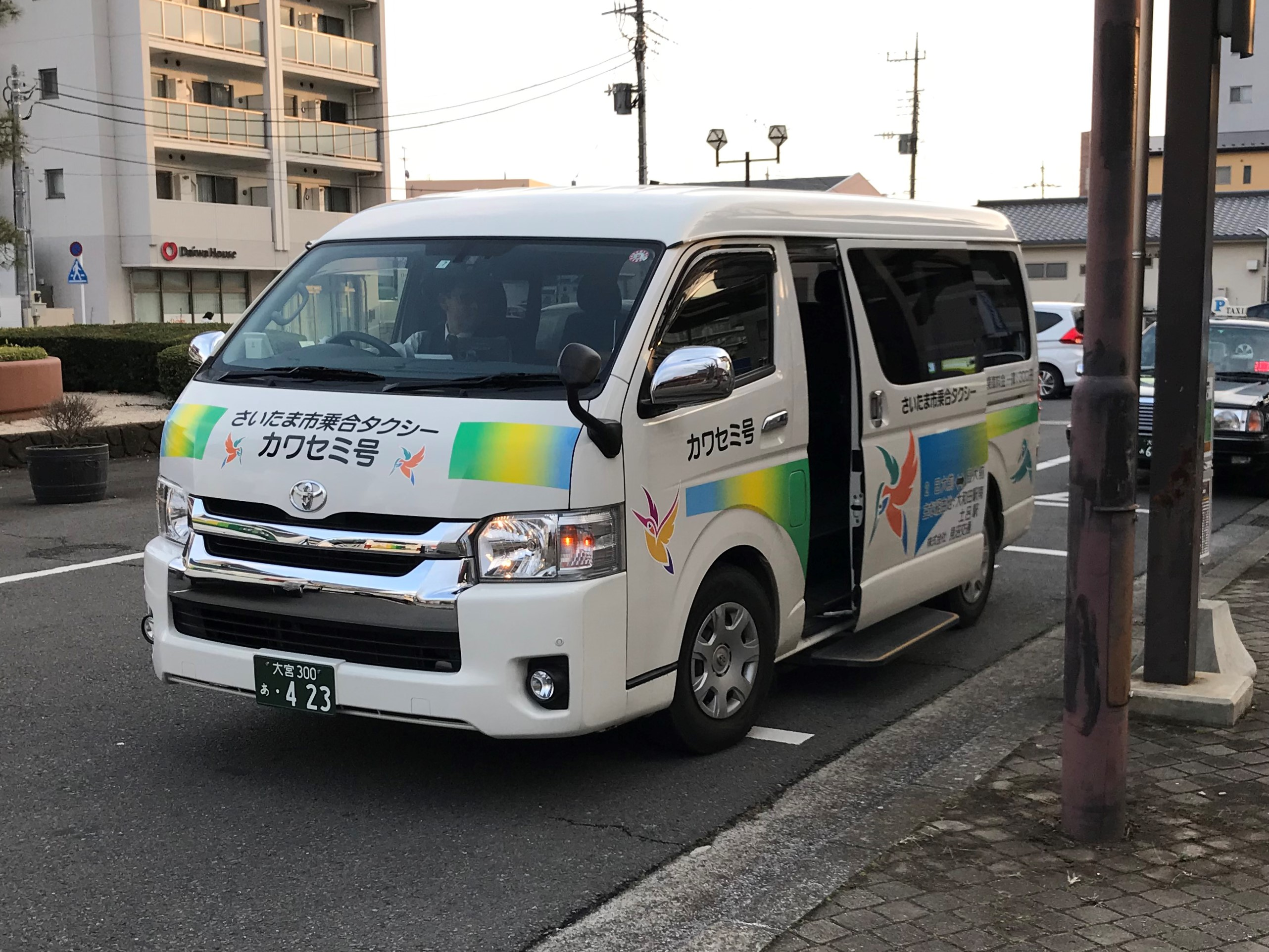
カワセミ号

- 日大前→大和田駅南→見沼区役所→彩の国東大宮メディカルセンター→土呂駅→彩の国東大宮メディカルセンター→大和田駅南→大宮体育館→日大前
  - 見沼交通が運行

見沼区の鳥であるカワセミの名をとって「カワセミ号」と命名され、2017年（平成29年）8月21日に実証運行を開始。当初は日大前 - 大和田駅南 - 見沼区役所間を往復するルートで運行され、12便が設定された。2020年（令和2年）1月27日に大幅なルート変更が行われ、新たに彩の国東大宮メディカルセンターや土呂駅への乗り入れを行い、大宮体育館にも接続するようになった。また、ルート変更による所要時間の増加に伴い、同時に本数が6便に減便となった。鷲神社前 - 土呂駅間ではみぬま号と同じルートを走行し、停留所も共用となっている ため、乗車の際は行き先に注意するよう呼びかけがなされている。市民の森 - 土呂駅間は北区に乗り入れている。車体には、カワセミをモチーフにしたデザインがラッピングされている。
収支率向上のための取り組みとして、沿線の病院にてポスター掲示やチラシ配布を行っている。前述のルート変更時には、実証運行が最終年次を迎えているとして、収支率などの運行条件が基準に達しない場合の実証運行の終了（事実上の廃止）が予告されていた が、新型コロナウイルス感染症の流行の影響に鑑み、実証運行の期間が2021年（令和3年）8月20日まで延長された。その後、当面の間は実証運行が継続されることとなった。

### 桜区大久保・中央区西与野地区乗合タクシー「むさし号」
- 千貫樋 - 市民医療センター - 西与野コミュニティホール - 白鍬電建住宅 - 埼玉精神神経センター - 中央区役所
- 平和自動車が運行

2021年（令和3年）9月1日に実証運行を開始。6便が設定された。桜区と中央区にまたがって運行されており、2つの区の地域住民が協力して交通の不便な地域の解消を目指した初めての取り組みである。なお、導入の検討段階だった2019年（平成31年）2月の時点では「中央区西与野・桜区大久保地区」と称していた が、実証運行実施についての協議が行われた2020年（令和2年）9月には現在の順序に変更されている。需要調査では、収支率は34.5%と計算されている。宿 - 在家橋間は西区に、日枝神社西 - 埼玉精神神経センター間は大宮区に乗り入れている。車体には、右側に中央区の花であるバラが、左側に桜区の花であるサクラソウがデザインされている。

### 岩槻区和土地区乗合タクシー「レインボー号」
- 槻寿苑 - 岩槻南病院 - 和土住宅南口 - （スーパービバホーム岩槻店） - （丸山記念総合病院） - 岩槻駅東口
  - 第三交通が運行

岩槻区和土地区では、2010年（平成22年）9月1日 - 11月30日に乗合タクシーの実験運行が行われた。2011年（平成23年）12月1日にレインボー号が実証運行を開始。8便が設定された。収支率などの運行条件が基準に達したために、2012年（平成24年）12月3日に本格運行に移行した。2015年4月に、ルート変更および停留所の新設などを行った。2018年（平成30年）12月19日には、停留所の新設・移設や、発着便数の変更が行われた。すべての便がすべての停留所に停車するわけではなく、ケアハウスしらさぎの発着便数は6便、スーパービバホーム岩槻店は7便、丸山記念総合病院は6便である。車体には虹をモチーフにしたデザインがラッピングされている。2019年度より新車両となった。
利用者増加のための取り組みとして、運行経路の変更や、地元が中心となる推進会議の継続的な開催、各種イベントの開催などを行い、乗車機会を創出する取組みが実施されている。また、広報誌「レインボーだより」を発行したり、医療・福祉施設と連携して待合場所を設けたりしている。利用者数は増加が続いており、 2017年（平成29年）度から2018年（平成30年）度にかけて、利用者数が大きく増加した。2018年度の収支率は約43%で、2017年度に比べて上昇した。

### 岩槻区並木・加倉地区乗合タクシー「らくらく号」
- 緑色のルート[注釈 7]：エクレール一番館 - 加倉住宅 - 高橋医院前 - 岩槻駅西口
- 橙色のルート[注釈 8]：エクレール四番館 - 加倉住宅 - 加倉坂下 - 高橋医院前 - ヤオコー岩槻西町店 - 岩槻駅西口 - 丸山記念総合病院
  - いずれもさいたま福祉サービス（小原交通）が運行

2019年（平成31年）1月29日に実証運行を開始。緑色のルートが6 - 8時台と17 - 19時台に計11便、橙色のルートが9 - 16時台に8便設定された。収支率などの運行条件が基準に達したために、2020年（令和2年）1月29日に本格運行に移行した。橙色のルートでは、加倉坂下（加倉住宅の東側）にフリー乗降区間が設けられている。

### 岩槻区河合地区乗合タクシー「おりづる号」
- 岩槻駅西口 - 馬込 - 蓮田駅東口 - 岩槻高齢者講習センター（旧埼玉県立小児医療センター跡）
  - 岩槻タクシーが運行

2024年4月1日に実証運行を開始。岩槻区和土地区では、国際興業バス（さいたま東営業所）の蓮11・蓮12系統（岩槻駅西口 - 蓮田駅東口および岩槻駅西口 - 蓮田駅東口 - 蓮田よつば病院間）が運行されていたが、昨今の諸事情により2024年3月31日で廃止の方針が打ち出されたことで、その代替として乗合タクシーが選ばれた。この乗合タクシーは、路線バスの廃止に伴う代替運輸、終点に開設される埼玉県警運転免許センターの附属施設となる岩槻高齢者講習センター（2024年5月27日開設）へのアクセス、さいたま市外（蓮田市）に乗り入れるという初めての試みとなり、蓮田市も運行の補助を行う。また、運行ルート・停留所は従前の路線バスとほぼ同一のルート・停留所で運行される。なお、大半の便は蓮田駅東口止まりとなっており、岩槻高齢者講習センターには午前は1便、午後は3便のみ運行される。運行開始直後はセンター開設前のため路線バス時代と同じく道路上の停留所で発着していたが、開設後は構内のタクシー乗場に乗り入れている。

## 車両
各ルートとも10人乗りワンボックス車を使用しており、乗客定員は9人である。満員時は、運行委託先の普通タクシーが後続車として応援に入る。また、地域組織が中心となって検討したラッピングデザインを採用している。